# Erythrochrus notabilis
Erythrochrus notabilis is een vlinder uit de familie van de Hyblaeidae. De wetenschappelijke naam van de soort is voor het eerst geldig gepubliceerd in 1911 door William Schaus.